# Age-Scarpelli
Age-Scarpelli (ou Age Scarpelli) est le pseudonyme désignant le tandem des scénaristes italiens Agenore Incrocci (né à Brescia, Lombardie en 1919, mort en 2005) et Furio Scarpelli (né à Rome en 1919, mort en 2010), qui ont écrit ensemble les scénarios d'une centaine de films, pour la plupart des comédies satiriques, entre 1949 et 1985.
Ils ont travaillé pour 45 réalisateurs tels que Mario Monicelli, Dino Risi, Luigi Comencini, Pietro Germi, Ettore Scola ou Sergio Leone et on leur doit les dialogues de comédies de Totò, de La Grande Bagarre de don Camillo, du Bon, la Brute et le Truand, etc. et même d'Alfred Hitchcock.
Ils se sont séparés vers le milieu des années 80. En raison de leur extraordinaire longévité, on continue, de nos jours, de retrouver séparément la signature d'Agenore Incrocci et celle de Furio Scarpelli aux génériques de films : La Pagaille en 1991 ou Boom en 1999 pour le premier, Le Facteur (Il Postino) en 1994, Ovosodo en 1997 ou Opopomoz en 2003 pour le second.
Avec le scénario du Pigeon (I Soliti ignoti) de Mario Monicelli  en 1958, Age-Scarpelli sont souvent considérés comme les inventeurs de la comédie à l'italienne, second souffle du cinéma comique italien d'après-guerre.

## Filmographie
- Totò cherche un appartement (Totò cerca casa) (1949) de Steno, Mario Monicelli
- Vivere a sbafo (1950) de Giorgio Ferroni
- Totò cherche une épouse (Totò cerca moglie) (1950) de Carlo Ludovico Bragaglia
- Figaro qua, Figaro là (1950) de Carlo Ludovico Bragaglia
- Quarantasette morto che parla (1950) de Carlo Ludovico Bragaglia
- Il vedovo allegro (1950) de Mario Mattoli
- Totò Tarzan (Tototarzan) (1950) de Mario Mattoli
- Totò sceicco (1950) de Mario Mattoli
- O.K. Néron ! (1951) de Mario Soldati
- Les Cadets de Gascogne (1951) de Mario Mattoli
- Les nôtres arrivent (Arrivano i nostri) (1951) de Mario Mattoli
- Totò terzo uomo (1951) de Mario Mattoli
- Una bruna indiavolata (1951) de Carlo Ludovico Bragaglia
- Milano miliardaria (1951) de Marino Girolami, Marcello Marchesi, Vittorio Metz
- Sette ore di guai (1951) de Vittorio Metz, Marcello Marchesi
- L'eroe sono io (1951) de Carlo Ludovico Bragaglia
- Auguri e figli maschi! (1951) de Giorgio Simonelli
- Rome-Paris-Rome (Signori, in carrozza!) (1951) de Luigi Zampa
- Cameriera bella presenza offresi... (1951) de Giorgio Pàstina
- Cour martiale (1952) de Carlo Ludovico Bragaglia
- Don Lorenzo (1952) de Carlo Ludovico Bragaglia
- A fil di spada (1952) de Carlo Ludovico Bragaglia
- Ragazze da marito (1952) de Eduardo De Filippo
- Les Trois Corsaires (I tre corsari) (1952) de Mario Soldati
- Totò et les femmes (Totò e le donne) (1952) de Steno, Mario Monicelli
- Totò a colori (1952) de Steno
- L'incantevole nemica (1953) de Claudio Gora
- Totò e Carolina (1953) de Mario Monicelli
- Capitan Fantasma (1953) de Primo Zeglio
- Gli uomini, che mascalzoni! (1953) de Glauco Pellegrini
- Villa Borghese (1953) de Gianni Franciolini
- Drôles de bobines (Cinema d'altri tempi) (1953) de Steno
- Napoletani a Milano (1953) de Eduardo De Filippo
- Casa Ricordi (1954) de Carmine Gallone
- Ridere, ridere, ridere (1954) de Edoardo Anton
- Casta Diva (1954) de Carmine Gallone
- Tempi nostri - Zibaldone n. 2 (1954) de Alessandro Blasetti
- Sinfonia d'amore (1954) de Glauco Pellegrini
- Racconti romani (1955) de Gianni Franciolini
- Le signorine dello 04 (1955) de Gianni Franciolini
- Bravissimo (1955) de Luigi Filippo D'Amico
- Peccato di castità (1956) de Gianni Franciolini
- Il bigamo (1956) de Luciano Emmer
- Tempo di villeggiatura (1956) de Antonio Racioppi
- La banda degli onesti (1956) de Camillo Mastrocinque
- Una pelliccia di visone (1956) de Glauco Pellegrini
- Padri e figli (1957) de Mario Monicelli
- Le Médecin et le Sorcier (Il medico e lo stregone) (1957) de Mario Monicelli
- Nata di marzo (1957) de Antonio Pietrangeli
- Souvenir d'Italie (1957) de Antonio Pietrangeli
- Totò, Peppino et les Fanatiques (Totò, Peppino e le fanatiche) (1958) de Mario Mattoli
- La legge è legge (1958) de Christian-Jaque
- I soliti ignoti (1958) de Mario Monicelli
- Policarpo, ufficiale di scrittura (1958) de Mario Soldati
- Primo amore (1959) de Mario Camerini
- La grande guerra (1959) de Mario Monicelli
- Audace colpo dei soliti ignoti (1959) de Nanni Loy
- Tutti a casa (1960) de Luigi Comencini
- Risate di gioia (1960) de Mario Monicelli
- Il mattatore (1960) de Dino Risi
- A cavallo della tigre (1961) de Luigi Comencini
- Il commissario (1962) de Luigi Comencini
- I due nemici (1962) de Guy Hamilton
- La marcia su Roma (1962) de Dino Risi
- Mafioso (1962) de Alberto Lattuada
- Totò et Peppino séparés à Berlin (Totò e Peppino divisi a Berlino) (1962) de Giorgio Bianchi
- Les Camarades (I compagni) (1963) de Mario Monicelli
- I mostri (1963) de Dino Risi
- Frénésie d'été (1963) de Luigi Zampa
- Il maestro di Vigevano (1963) de Elio Petri
- Alta infedeltà (1963) de Mario Monicelli, Franco Rossi, Elio Petri, Luciano Salce
- Sedotta e abbandonata (1964) de Pietro Germi
- I complessi (1964) de Dino Risi, Franco Rossi, Luigi Filippo D'Amico
- Casanova '70 (1964) de Mario Monicelli
- Io, io, io... e gli altri (1965) de Alessandro Blasetti
- Ces messieurs dames (Signore & signori) (1965) de Pietro Germi
- I nostri mariti (1966) de Luigi Filippo D'Amico, Dino Risi, Luigi Zampa
- L'armata Brancaleone (1966) de Mario Monicelli
- Il buono, il brutto, il cattivo (1966) de Sergio Leone
- Le streghe (1967) de Mauro Bolognini, Vittorio De Sica, Pier Paolo Pasolini, Franco Rossi, Luchino Visconti
- Il tigre (1967) de Dino Risi
- Capriccio all'italiana (1967) de Mauro Bolognini, Mario Monicelli, Pier Paolo Pasolini, Steno, Pino Zac, Franco Rossi
- Straziami ma di baci saziami (1968) de Dino Risi
- Riusciranno i nostri eroi a ritrovare l'amico misteriosamente scomparso in Africa? (1968) de Ettore Scola
- Rosolino Paternò, soldato... (1969) de Nanni Loy
- Brancaleone s'en va-t-aux croisades (Brancaleone alle crociate) (1970) de Mario Monicelli
- Dramma della gelosia - Tutti i particolari in cronaca (1970) de Ettore Scola
- Noi donne siamo fatte così (1971) de Dino Risi
- In nome del popolo italiano (1971) de Dino Risi
- Senza famiglia, nullatenenti cercano affetto (1972) de Vittorio Gassman
- Vogliamo i colonnelli (1973) de Mario Monicelli
- Teresa la ladra (1973) de Carlo Di Palma
- Romanzo popolare (1974) de Mario Monicelli
- C'eravamo tanto amati (1974) de Ettore Scola
- La donna della domenica (1975) de Luigi Comencini
- Basta che non si sappia in giro (1976) de Nanni Loy, Luigi Magni, Luigi Comencini
- Signore e signori, buonanotte (1976) de Luigi Comencini, Nanni Loy, Luigi Magni, Mario Monicelli, Ettore Scola
- I nuovi mostri (1977) de Mario Monicelli, Dino Risi, Ettore Scola
- Doppio delitto (1977) de Steno
- Temporale Rosy (1979) de Mario Monicelli
- Cocco mio (1979) de Jean-Pierre Rawson
- La terrazza (1980) de Ettore Scola
- I seduttori della domenica (1980) de Bryan Forbes, Édouard Molinaro, Dino Risi, Gene Wilder
- Camera d'albergo (1981) de Mario Monicelli
- Nudo di donna (1981) de Nino Manfredi
- Spaghetti House (1982) de Giulio Paradisi
- Il tassinaro (1983) de Alberto Sordi
- Le Fou de guerre (Scemo di guerra) (1985) de Dino Risi
- Le Comte Max (Il conte Max) (1991) de Christian De Sica